# Orchard Beach (New York)

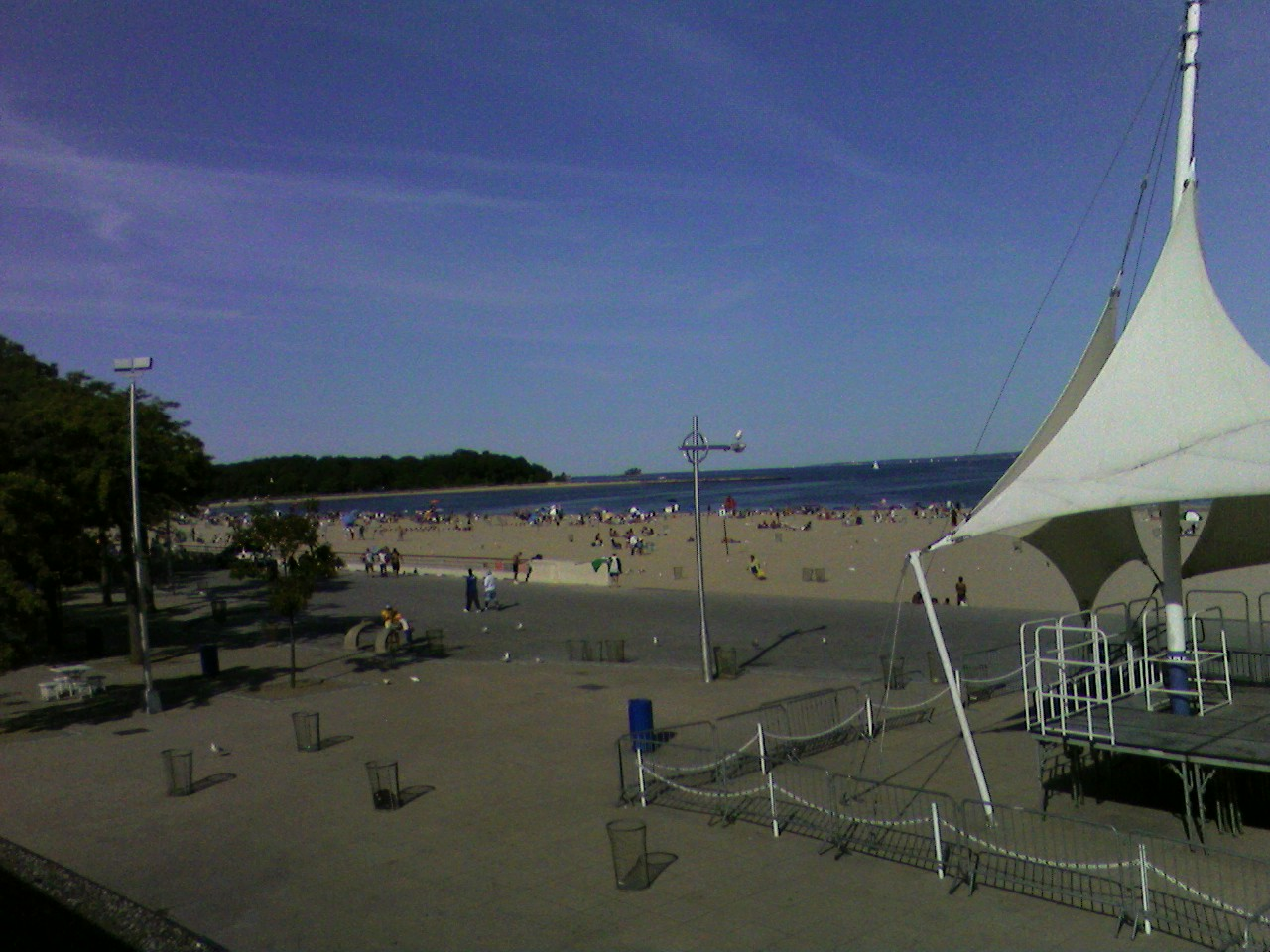
Orchard Beach

Orchard Beach ist ein ca. 1,8 km langer, künstlich aufgeschütteter Sandstrand im Osten des Stadtteils Bronx von New York City in den USA.

## Geografie
Der Strand ist Teil des größeren Pelham Bay Park und liegt zwischen der Halbinsel Rodman’s Neck und dem Naturschutzgebiet Hunters Island am westlichen Ende des Long Island Sound. Der Strand ist in 13 Abschnitte unterteilt hat eine Länge von 1,8 km und eine Fläche von knapp 0,5 km². Seit 2010 wird der lange halbmondförmige Bogen der Orchard Beach im Süden durch eine verlängerte künstliche Landzunge abgeschlossen. Der Strand gewährt an allen Stellen einen Blick auf die City Island, Bronx.

## Geschichte
Orchard Beach war Teil der Planungen des Architekten und Stadtplaners Robert Moses. Der Strand wurde durch das Einbringen von Erdaushub und den anschließenden Auftrag von Sand, der aus den Ablagerungen vor der Rockaway Peninsula im Süden von Queens und vor der Halbinsel Sandy Hook in New Jersey abgebaggert wurde, hergestellt. Diese Arbeiten wurden in den 1930er Jahren durchgeführt und verbanden unter anderem die beiden Inseln Twin Island und Hunters Island mit dem Festland. Vor einigen Jahren wurde der durch die Strömung abgetragene Sand vom United States Army Corps of Engineers durch neuen Sand aufgefüllt, der mit Nassbaggern aus dem Ambrose Channel in der Lower New York Bay gewonnen wurde und hier abgelagert wurde.

## Ausstattung
Der Orchard Beach wird im Westen durch eine Promenade abgeschlossen. Es gibt einen zentralen Pavillon mit Läden und Restaurants. Ferner stehen zwei Picknickplätze und zwei Spielplätze, ein großer Parkplatz, sowie Sportplätze für Basketball, Volleyball und Handball zur Verfügung.
Die Verwaltung von Orchard Beach liegt, wie die des gesamten Pelham Bay Parks, in den Händen des New York City Department of Parks and Recreation.